# ریچی ریچ
ریچی ریچ (انگلیسی: Richie Rich) فیلمی در ژانر کمدی به کارگردانی دونالد پتری است که در سال ۱۹۹۴ منتشر شد.
دنباله این فیلم آرزوی کریسمس ریچی ریچ نام دارد.

## بازیگران
- مکالی کالکین
- جان لاروکات
- ادوارد هرمان
- کریستین ابرسول
- جاناتان هاید
- کلودیا شیفر
- بن استاین
- چلسی راس
- روری کالکین
- ریک ورثی